# 파리 클럽

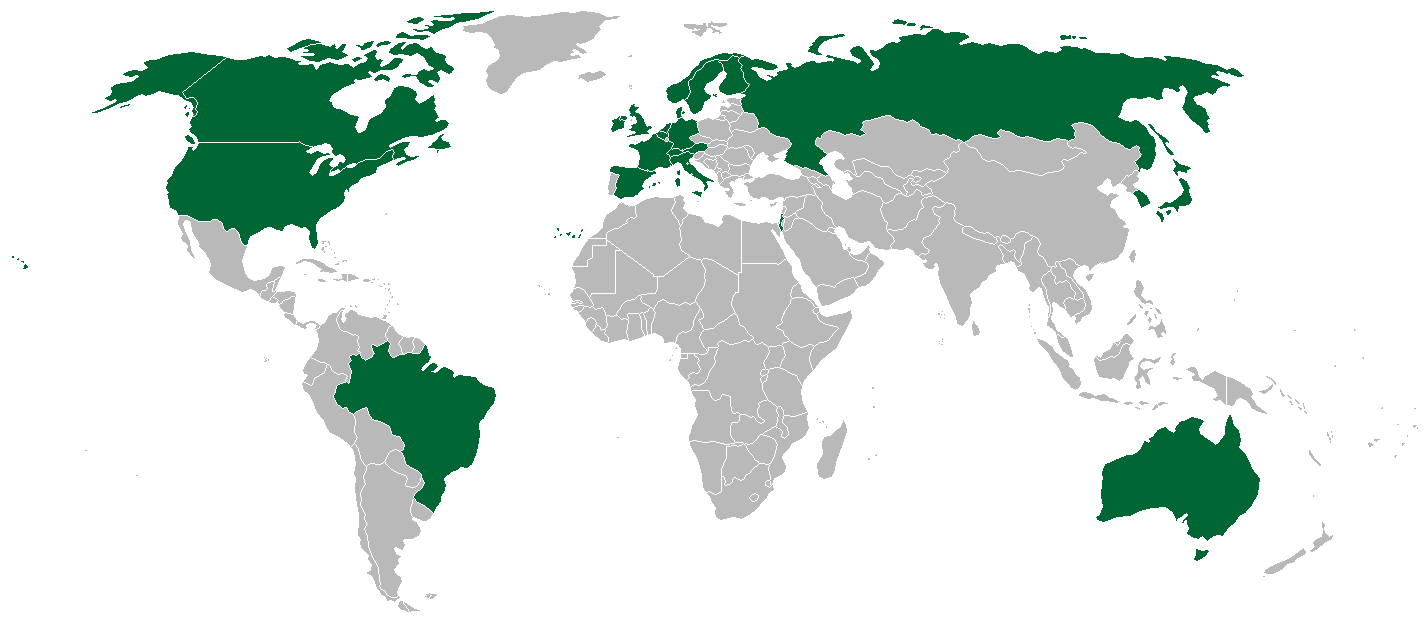
파리 클럽의 회원국

파리 클럽(프랑스어: Club de Paris, 영어: Paris Club)은 전 세계 22개 채권국 국가의 비공식 그룹이다. 경제적인 어려움을 겪고 있는 신흥 개발도상국들을 지원하는 것을 목적으로 한다.
파리 클럽은 1956년 프랑스 파리에서 열린 아르헨티나의 부채 문제에 관한 논의를 효시로 하고 있다.
주로 OECD 회원국으로 구성된 포럼으로 대출금 상환이 어려운 상황에 처해 있는 채무국과 채권국을 한 자리에서 만나게 하는 것을 목적으로 설립되었으며
채무기한 연장 및 기타 다른 제도적 장치를 통하여 채무불이행 방지를 추구하고 있다.

## 회원국
파리 클럽의 회원국은 다음과 같다.

### 아메리카
- 미국
- 브라질(Non-OECD)
- 캐나다

### 유럽
- 네덜란드
- 노르웨이
- 독일
- 덴마크
- 러시아 (Non-OECD)
- 벨기에
- 스위스
- 스웨덴
- 스페인
- 아일랜드
- 영국
- 오스트리아
- 이탈리아
- 핀란드
- 프랑스

### 아시아
- 대한민국
- 이스라엘
- 일본

### 오세아니아
- 오스트레일리아

## 같이 보기
- 런던 클럽